# Amb els braços oberts
Amb els braços oberts (originalment en francès: À bras ouverts) és una pel·lícula de comèdia francobelga del 2017 dirigida per Philippe de Chauveron. S'ha doblat i subtitulat al català.

## Repartiment

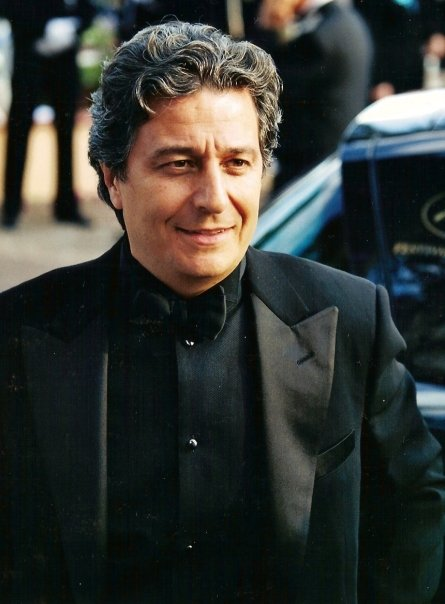
Christian Clavier, el 2004.

- Christian Clavier - Jean-Étienne Fougerole
- Ary Abittan - Babik
- Elsa Zylberstein - Daphné Fougerole
- Cyril Lecomte - Erwan Berruto
- Nanou Garcia - Isabelle Cheroy